# 3437 Kapitsa
A 3437 Kapitsa (ideiglenes jelöléssel 1982 UZ5) a Naprendszer kisbolygóövében található aszteroida. Ljudmila Georgijevna Karacskina fedezte fel 1982. október 20-án.